# Mychajlo Kadez
Mychajlo Jossypowytsch Kadez (ukrainisch Михайло Йосипович Кадець, russisch Михаил Иосифович Кадец Michail Iossifowitsch Kadec, in englischer Transliteration auch Mikhail Iosiphovich Kadets; * 30. November 1923 in Kiew, Ukrainische SSR; † 7. März 2011 in Charkiw, Ukraine) war ein sowjetischer Mathematiker, der sich mit Analysis und Banachraumtheorie befasste.

## Leben und Werk
Kadez wurde in Kiew geboren. Im Jahre 1943 wurde er zum Militärdienst eingezogen. Nach der Demobilisierung 1946 studierte er an der Universität Charkiw mit Abschluss im Jahre 1950. Nach einigen Jahren in Makijiwka kehrte er 1957 nach Charkiw zurück, wo er den Rest seines Lebens verbrachte und an verschiedenen Instituten arbeitete. Unter Boris Lewin erhielt er 1955 seinen Diplomabschluss und 1963 seinen Doktorgrad. 2005 wurde ihm der ukrainische Staatspreis zuerkannt.
Die Lektüre einer ukrainischen Übersetzung von Banachs Monographie Théorie des opérations linéaires weckte sein Interesse an der Banachraumtheorie. 1966 konnte er das Banach-Fréchet-Problem, ob je zwei unendlichdimensionale separable Banachräume als topologische Räume homöomorph sind, positiv lösen. Er entwickelte die Methode der äquivalenten Normen, die zahlreiche Anwendungen fand. Beispielsweise zeigte er, dass ein unendlichdimensionaler separabler Banachraum genau dann eine äquivalente, Fréchet-differenzierbare Norm hat, wenn der Dualraum ebenfalls separabel ist.
Zusammen mit Aleksander Pełczyński erzielte er wichtige Resultate über die topologische Struktur der Lp-Räume.
Des Weiteren leistete Kadez mehrere Beiträge zur Theorie der endlichdimensionalen normierten Räume. Zusammen mit M. I. Snobar bewies er 1971 den heute sogenannten Satz von Kadez-Snobar, wonach jeder {\displaystyle n}-dimensionale Unterraum eines normierten Raums das Bild einer Projektion mit Norm höchstens {\displaystyle \textstyle {\sqrt {n}}} ist.
Zusammen mit V. I. Guarii und V. I. Matsaew fand er den genauen Wert des Banach-Mazur-Abstandes der {\displaystyle n}-dimensionalen Räume {\displaystyle \ell _{p}^{n}} und {\displaystyle \ell _{q}^{n}}.
In der harmonischen Analyse zeigte er 1964 das heute sogenannte {\displaystyle {\tfrac {1}{4}}}-Theorem von Kadez, dass, wenn {\displaystyle (\lambda _{n})} eine Folge mit {\displaystyle \sup |\lambda _{n}-n|<{\tfrac {1}{4}}} ist, die Funktionenfolge {\displaystyle x\mapsto \exp(\mathrm {i} \lambda _{n}x)} eine Riesz-Basis in L2[-π, π]  ist.
Kadez gilt als Begründer der  Charkiw-Schule für Banachräume. Zusammen mit seinem Sohn  Vladimir M. Kadez hat er zwei Bücher über Reihen in Banachräumen geschrieben.